# 蒙塔邦
蒙塔邦（法語：Montabon，法語發音：[mɔ̃tabɔ̃]）是法国萨尔特省的一个旧市镇，属于拉弗莱什区。2016年，蒙塔邦与临近的2个市镇合并为新市镇卢瓦河畔蒙瓦勒。

## 地理
蒙塔邦（47°40'48"N, 0°23'12"E）面积7.48 平方千米，位于法国卢瓦尔河地区大区萨尔特省，该省份为法国西北部内陆省份，北起顺时针与奥恩省、厄尔-卢瓦省、卢瓦-谢尔省、安德尔-卢瓦尔省、曼恩-卢瓦尔省和马耶讷省接壤，是法国大西部的入口，连接卢瓦尔河谷、布列塔尼和巴黎盆地。
与蒙塔邦接壤的市镇（或旧市镇、城区）包括：吕索、瓦斯、卢瓦河畔拉布吕埃尔、卢瓦堡、迪赛苏库西永、拉韦尔纳、卢瓦河畔诺让。

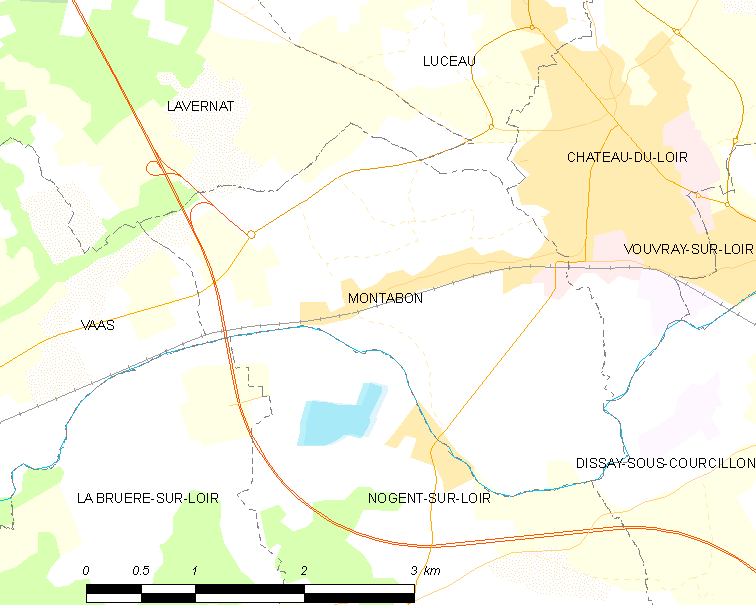
蒙塔邦的OSM定位图

蒙塔邦的时区为UTC+01:00、UTC+02:00（夏令时）。

## 行政
蒙塔邦的邮政编码为72500，INSEE市镇编码为72203。

## 政治
蒙塔邦所属的省级选区为卢瓦河畔蒙瓦勒县。

## 人口

1962-2008年间蒙塔邦人口变化图示

蒙塔邦于2018年1月1日时的人口数量为721人。